# The Acolyte (televisieserie)
The Acolyte (ook wel Star Wars: The Acolyte) is een liveactionserie in het Star Wars-universum op het streamingplatform Disney+. De serie werd bedacht door Leslye Headland en geproduceerd door Lucasfilm en speelt zich af op het einde van de High Republic-era voor de gebeurtenissen in de Skywalker saga.
De serie ging op 4 juni 2024 in première op Disney+ met de twee eerste afleveringen. Daarna werd wekelijks een aflevering uitgezonden. Na één seizoen werd de serie geannuleerd.

## Verhaal
Tegen het einde van de High Republic-era, zo'n 100 jaar voor de gebeurtenissen van Star Wars: Episode I: The Phantom Menace, moet een gerespecteerde Jedi-meester een reeks misdaden onderzoeken die hem in contact brengen met zijn voormalige Padawan. Het onderzoek brengt sinistere krachten aan het licht.

## Rolverdeling
| Acteur               | Personage                                                                     |
| -------------------- | ----------------------------------------------------------------------------- |
| Amandla Stenberg     | Verosha "Osha" Aniseya en Mae-ho Aniseya, tweeling                            |
| Lee Jung-jae         | Sol, Jedi-meester                                                             |
| Manny Jacinto        | Qimir                                                                         |
| Dafne Keen           | Jecki Lon                                                                     |
| Charlie Barnett      | Yord Fandar                                                                   |
| Jodie Turner-Smith   | Mother Aniseya                                                                |
| Rebecca Henderson    | Vernestra Rwoh                                                                |
| Dean-Charles Chapman | Torbin                                                                        |
| Joonas Suotamo       | Kelnacca                                                                      |
| Carrie-Anne Moss     | Indara                                                                        |
| Leah Brady           | jonge Mae-ho Aniseya                                                          |
| Lauren Brady         | jonge Verosha "Osha" Aniseya                                                  |
| Margarita Levieva    | Koril                                                                         |
| Harry Trevaldwyn     | Mog Adana                                                                     |
| Indra Ové            | Holden, Jedi-meester                                                          |
| Paul Bullion         | Lakshay, Jedi-meester                                                         |
| Derek Arnold         | Ki-Adi-Mundi, Jedi-meester, verscheen eerder in Star Wars Episode I, II & III |
| David Harewood       | Senator Rayencourt                                                            |
| Shelby Young         | Elder Naasa (stem)                                                            |

De Star Wars-personages Yoda en Darth Plagueis verschijnen in de laatste aflevering in een niet-pratende rol.

## Afleveringen

### Seizoen 1 (2024)
| Nr. | # | Titel               | Regisseur         | Schrijver(s)                                         | Releasedatum |
| --- | - | ------------------- | ----------------- | ---------------------------------------------------- | ------------ |
| 1   | 1 | "Lost / Found"      | Leslye Headland   | Leslye Headland                                      | 4 juni 2024  |
|     |   |                     |                   |                                                      |              |
| 2   | 2 | "Revenge / Justice" | Leslye Headland   | Jason Micallef en Charmaine DeGrate                  | 4 juni 2024  |
|     |   |                     |                   |                                                      |              |
| 3   | 3 | "Destiny"           | Kogonada          | Jasmyne Flournoy en Eileen Shim                      | 11 juni 2024 |
|     |   |                     |                   |                                                      |              |
| 4   | 4 | "Day"               | Alex Garcia Lopez | Claire Kiechel en Kor Adana                          | 18 juni 2024 |
|     |   |                     |                   |                                                      |              |
| 5   | 5 | "Night"             | Alex Garcia Lopez | Kor Adana en Cameron Squires                         | 25 juni 2024 |
|     |   |                     |                   |                                                      |              |
| 6   | 6 | "Teach / Corrupt"   | Hanelle Culpepper | Jason Micallef en Jocelyn Bioh                       | 2 juli 2024  |
|     |   |                     |                   |                                                      |              |
| 7   | 7 | "Choice"            | Kogonada          | Charmaine DeGrate en Jen Richards & Jasmyne Flournoy | 9 juli 2024  |
|     |   |                     |                   |                                                      |              |
| 8   | 8 | "The Acolyte"       | Hanelle Culpepper | Jason Micallef                                       | 16 juli 2024 |
|     |   |                     |                   |                                                      |              |

## Productie

### Ontwikkeling
Bij de première van de film Star Wars: The Rise of Skywalker (2019) werd televisieschrijfster Leslye Headland gevraagd naar haar interesse in de Star Wars-franchise en onthulde dat ze een grote fan was met veel ideeën voor Star Wars-films die ze wilde maken. Headland nam contact op met Lucasfilm om haar ideeën te bespreken nadat ze het werk aan haar serie Russian Doll (2019-2022) had voltooid. Kathleen Kennedy stemde ermee in om aan een nieuwe serie te beginnen en in april 2020 werd onthuld dat Headland een nieuwe, op vrouwen gerichte Star Wars-serie zou schrijven voor de streamingdienst Disney+.

### Casting
De casting was eind juni 2021 aan de gang, toen Lucasfilm op zoek was naar een jonge gekleurde vrouw voor de hoofdrol. Amandla Stenberg was in december 2021 in gesprek voor die rol en werd bevestigd in juli 2022. Jodie Turner-Smith en Russian Doll-co-ster Charlie Barnett begonnen in september 2022 de laatste onderhandelingen om zich bij de serie aan te sluiten, toen ook Lee Jung-jae en Manny Jacinto werden gecast. Lee werd gecast als de mannelijke hoofdrol, nadat Headland onder de indruk was van zijn optreden in de televisieserie Squid Game. Begin november 2022 werd onthuld dat Dafne Keen een rol zou spelen in de serie. Kort daarna bevestigde Lucasfilm de casting van Stenberg, Lee, Jacinto, Turner-Smith, Barnett en Keen, en deelde verder de namen van Dean-Charles Chapman, Carrie-Anne Moss en Headland's vrouw Rebecca Henderson. In april 2023 werd onthuld dat Joonas Suotamo de rol zou spelen van Wookiee Jedi Kelnacca. Suotamo portretteerde eerder de Wookiee Chewbacca in vier vorige Star Wars-films.